# 블루 비틀 (영화)
《블루 비틀》(영어: Blue Beetle)은 2023년 개봉한 미국의 슈퍼히어로 영화이다. 앙헬 마누엘 소토가 감독을 맡았으며, DC 코믹스의 캐릭터 블루 비틀을 주인공으로 한 작품이다. DC 확장 유니버스(DCEU)의 15번째 작품이다.

## 줄거리
대학 졸업 후 고향으로 돌아온 하이메 레예스는 갑작스럽게 경제적 어려움에 처한 가족을 돕기 위해 일자리를 찾던 중, 우연히 고대 외계 유물인 스카라브와 엮이게 된다. 스카라브는 하이메에게 강력한 외골격을 제공하며 초능력을 부여하지만, 동시에 그의 삶을 혼란에 빠뜨린다. 하이메는 스카라브의 힘을 감당하지 못하고 혼란스러워하던 중, 스카라브를 노리는 코르드 산업의 CEO 빅토리아 코르드와 그녀의 조카 제니와 마주친다.
제니는 빅토리아가 스카라브를 악용하려 한다는 것을 알고 하이메에게 스카라브를 맡기고, 이후 하이메는 자신의 삼촌 루디와 함께 제니의 아버지이자 과거 블루 비틀이었던 테드 코르드의 비밀 연구실을 발견한다. 테드는 스카라브에 대해 연구했고, 빅토리아가 회사를 장악한 후 갑작스럽게 사라졌다는 사실을 알게 된다.
빅토리아의 추격이 시작되고, 하이메는 자신의 가족을 보호하기 위해 블루 비틀로서 각성한다. 하지만 전투 중 하이메의 아버지가 심장마비로 사망하고, 하이메는 빅토리아에게 붙잡혀 스카라브의 정보를 빼앗기게 된다. 사후 세계에서 아버지의 격려를 받은 하이메는 다시 각성하여 탈출하고, 스카라브로부터 정보를 얻어 빅토리아의 부하 카라팍스의 과거를 알게 된다. 카라팍스는 빅토리아에게 이용당해 왔으며, 어머니의 죽음에 빅토리아가 책임 있다는 사실을 알게 된 후 복수를 결심한다.
하이메는 카라팍스를 죽이지 않고 용서하지만, 카라팍스는 빅토리아와 함께 자폭하여 섬을 파괴한다. 하이메는 가족과 함께 아버지의 죽음을 슬퍼하고, 제니는 코르드 산업의 CEO가 되어 하이메 가족을 돕는다. 영화 마지막 장면에서 테드 코르드가 살아있다는 암시가 나오며 이야기가 끝난다.

## 출연
- 숄로 마리두에냐 - 하이메 레예스 / 블루 비틀
- 브루나 마르케지니/이자벨라 아파리시우(아역) - 제니퍼 코드
- 조지 로페즈 - 루디 레예스
- 아드리아나 바라사 - 나나
- 다미안 알카사르 - 알베르토 레예스
- 엘피디아 카리요 - 로시오 레예스
- 벨리사 에스코베도 - 밀라그로스 레예스
- 라울 트루히요 - 이그나시오 카라팍스
- 수전 서랜던 - 빅토리아 코드
- 하비 기옌 - 호세 프란시스코 모랄레스 리베라 데라크루스 / 산체스
- 베키 G - 카지다(목소리 출연)